# Google Optimize
Google Optimize — бесплатный инструмент для оптимизации веб-сайтов, который помогает интернет-маркетологам и веб-мастерам повысить коэффициент конверсии и общую удовлетворенность посетителей за счет постоянного тестирования различных комбинаций контента веб-сайта.
Google Optimize может протестировать любой элемент, который существует в виде HTML кода, включая призывы к действию, шрифты, заголовки, гарантии действия, копии продуктов, изображения продуктов, обзоры продуктов и формы. Это позволило веб-мастерам тестировать альтернативные версии всей страницы, называемое A/B-тестированием, или тестировать несколько комбинаций элементов страницы, таких как заголовки, изображения или основной текст; известное как многовариантное тестирование. Его можно использовать на нескольких этапах воронки конверсии.
1 июня 2012 года Google объявил, что Google Website Optimizer (предшественник Google Optimize) как отдельный продукт будет упразднен с 1 августа 2012 года, а его функции будут интегрированы в Google Analytics как Google Analytics Content Experiments.
Тем не менее, Google возродил Google Website Optimizer с помощью Google Optimize, который работает с аналитикой и позволяет выполнять различные тесты с контентом на странице. Используя Google Optimize, веб-мастер может легко вносить изменения в свой веб-сайт без прямого доступа к конструктору веб-сайтов.
Google Optimize является частью Google Marketing Platform.
В январе 2023 года Google объявила, что с 30 сентября сервис прекращает свою работу, так как компания решила сосредоточиться на развитии Google Analytics 4.